# اوبر
اوبر تکنالوجیز اینک. (به انگلیسی: Uber Technologies Inc) یک سرویس هم‌سفری آنلاین مستقر در سان فرانسیسکو است. اپ موبایل تلفن هوشمند به‌طور خودکار، مسافران را با نزدیکترین راننده مرتبط می‌سازد و موقعیت مسافر را به راننده می‌فرستد. با بررسی‌های انجام شده، اوبر نخستین شرکت نوپا در جهان است که بیشترین و گرانترین سهام را دارد. پس از تغییراتی که در اوبر انجام شد از تاریخ ۲۸ اوت ۲۰۱۷ برابر با ۶ شهریور ۱۳۹۶ دارا خسروشاهی به عنوان مدیر عامل اجرایی آن برگزیده شد.

## تاریخچه
شرکت اوبر در سال ۲۰۰۹ میلادی به عنوان اوبرکَب توسط گرت کمپ و تراویس کالانیک بنیان‌گذاشته شد.
در روز سال نو میلادی ۲۰۰۹ پس از اینکه کمپ و دوستانش برای استخدام یک راننده شخصی ۸۰۰ دلار آمریکا هزینه کردند کمپ تصمیم گرفت که روشی پیدا کند که هزینه رفت‌وآمد را کاهش دهد. به نظر کمپ، تقسیم هزینه رفت‌وآمد بین مسافران باعث کاهش چشمگیر آن می‌شد و تفکر او به راه‌اندازی اوبر انجامید.
در فوریه ۲۰۱۷ در اعتراض به فرمان اجرایی دونالد ترامپ، رئیس‌جمهور ایالات متحده آمریکا، به نام حفاظت از ملت در برابر ورود تروریست‌های خارجی به آمریکا (که به فرمان ممنوعیت سفر مسلمانان هم مشهور شد) تراویس کالانیک، بنیانگذار و مدیر عامل اجرایی این شرکت، اعلام کرد که از هیئت مشاوران اقتصادی رئیس‌جمهوری آمریکا کناره‌گیری می‌کند.

## شیوه کار
مشتریان از طریق اپ تلفن درخواست راننده کرده و موقعیت راننده خود را ردیابی می‌کنند. رانندگان اوبر از خودروی شخصی خود استفاده می‌کنند. این سرویس در اوت ۲۰۱۶ در ۶۶ کشور و ۵۳۶ شهر در سطح جهان در دسترس است. اپ اوبر به‌طور خودکار کرایه را محاسبه کرده و پرداختی را به راننده منتقل می‌کند.

## آمار
در آغاز ۲۰۱۹ تخمین زده شد که اوبر ۱۱۰ میلیون کاربر در سراسر جهان داشته باشد که ۶۹ درصد بازار مسافربری آمریکا را شامل می‌شود. این شرکت در سال ۲۰۱۹ (میلادی) یک میلیارد سفر انجام داد.

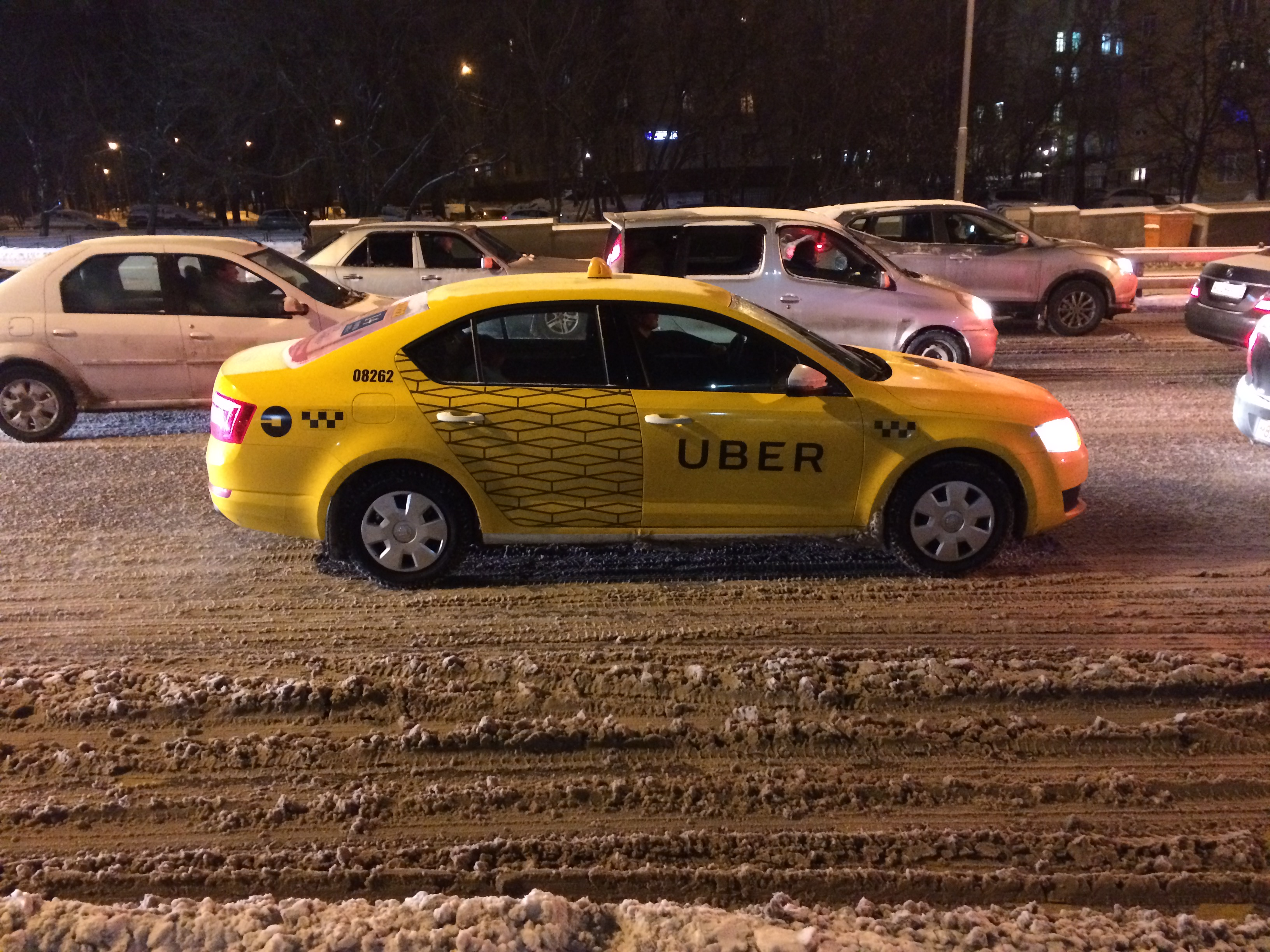
تاکسی اوبر، مسکو

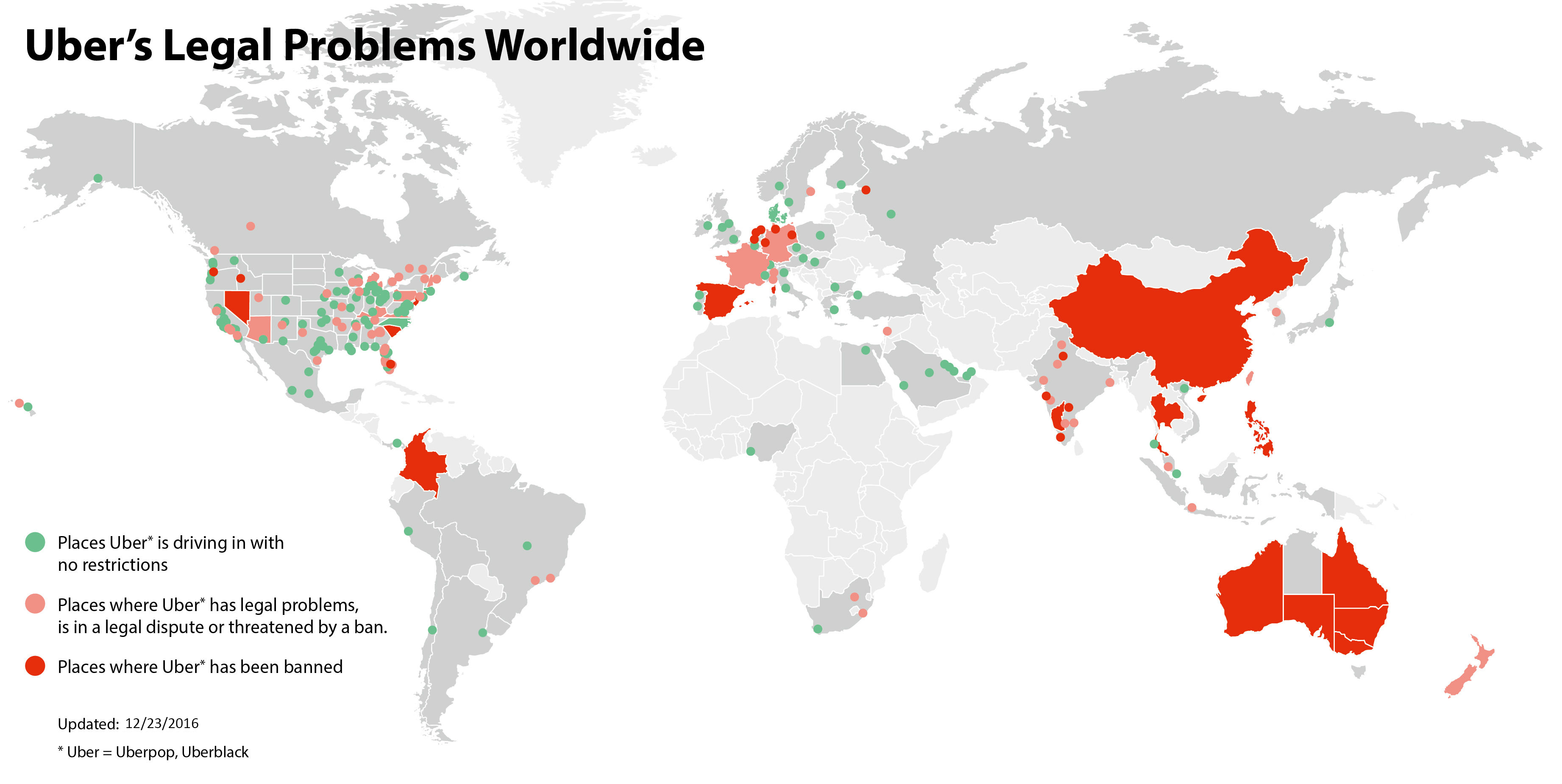
نقشه کشورها و شهرهای تحت پوشش اوبر

## اعتراض‌ها به شرکت
با افزایش محبوبیت شرکت‌هایی چون اوبر، بسیاری از شرکت‌های دیگر مدل کسب و کار آن را تکرار کرده و این روند به «اوبری سازی» مشهور شده‌است. در بسیاری جاها آنان مورد حملات شدید صنعت تاکسیرانی قرار گرفته‌اند که آنان را به عملیات تاکسیرانی غیرقانونی، پایین آوردن قیمت و خدمات ناایمن متهم می‌کنند. 

نماد اپ موبایل اوبر از نوامبر ۲۰۱۶ تا سپتامبر ۲۰۱۸

## ادعاهای جنسی و تکان دادن مدیران
در سال ۲۰۱۴ یکی از رانندگان این شرکت به یک زن تجاوز جنسی کرد. پس از آن روشن شد که اریک الکساندر، مدیر سابق حوزه آسیا و اقیانوسیه اوبر، سوابق پزشکی این زن قربانی را به دست آورده اخراج شد. به نظر می‌رسد که اریک الکساندر، این مدارک را در اختیار تراویس کالانیک و امیل میشل (یکی دیگر از مدیران اوبر) گذاشته بود که او هم از اوبر رفت.
خود تراویس کالانیک به «مدیریت ظالمانه و ماشینی» متهم شده و رفتار و شیوه مدیریت او و مدیرانش بارها منجربه عذرخواهی پی در پی شرکت شده بود.
یکی از اعضای هیئت مدیره اوبر در مورد رفتار در محیط کار، نظراتی داده بود که از آن‌ها تبعیض جنسیتی برداشت شد و باعث شد کنار برود.
در زمستان ۲۰۱۶، یک مهندس سابق اوبر به خاطر موارد «شنیع» آزار جنسی در محیط کار این شرکت را ترک کرد.
در اوایل سال ۲۰۱۷ اوبر بیش از ۲۰ کارمند خود را در ارتباط با حدود ۲۰۰ پرونده شکایت اداری، شامل آزار جنسی و سوء استفاده از قدرت اداری در رفتار با کارمندان، اخراج کرد.
در ژوئن ۲۰۱۷ شرکت آلفابت (شرکت مادر گوگل) از اوبر به خاطر دزدیدن اطلاعات محرمانه دربارهٔ خودروهای خودران شکایت کرد.
مجموعهٔ این اتفاقات، باعث شده‌است که اوبر به عنوان یک برند بحران زده به دارا خسروشاهی مدیرعامل جدیدیش در سال ۲۰۱۷ سپرده شود تا بتواند این شرکت را از بحران خارج نماید.

## استعفای تراویس کالانیک
در ژوئن ۲۰۱۷ تراویس کالانیک، مدیرعامل اوبر، پس از مدت‌ها تنش در این شرکت، با فشار پنج سرمایه‌گذار عمده این شرکت استعفا کرد. اما او همچنان جزء هیئت مدیره این شرکت می‌ماند. البته او علت کناره‌گیری خود را «مرخصی دائمی به دلیل مرگ مادرش در یک سانحه قایقرانی» اعلام کرد.

او بعد از اعلام استعفایش گفت:
"اوبر را بیش از هر چیزی در دنیا دوست دارم و در این دوره دشوار در زندگی شخصی‌ام، درخواست سرمایه‌گذران را برای استعفا قبول می‌کنم، تا اوبر به جای منحرف شدن از مسیر اصلی، به توسعه‌اش برسد."

## خودران
در مارس ۲۰۱۷ یک خودروای خودران خود با یک دوچرخه‌سوار در آریزونا تصادف کرد. اوبر در مارس ۲۰۱۸ به دستور دادستانی، همه سرویس‌های خود را تا مدتی تعلیق کرد.

## سهام
اوبر در تاریخ ۱۰ می ۲۰۱۹ برابر با ۲۰ اردیبهشت ۱۳۹۸ عرضه عمومی سهام خود را به بورس نیویورک آغاز کرد.
عربستان سعودی پنجمین سهامدار عمده شرکت اوبر است و رئیس صندوق ذخیره ارزی عربستان سعودی، از اعضای هیات مدیره این شرکت است.

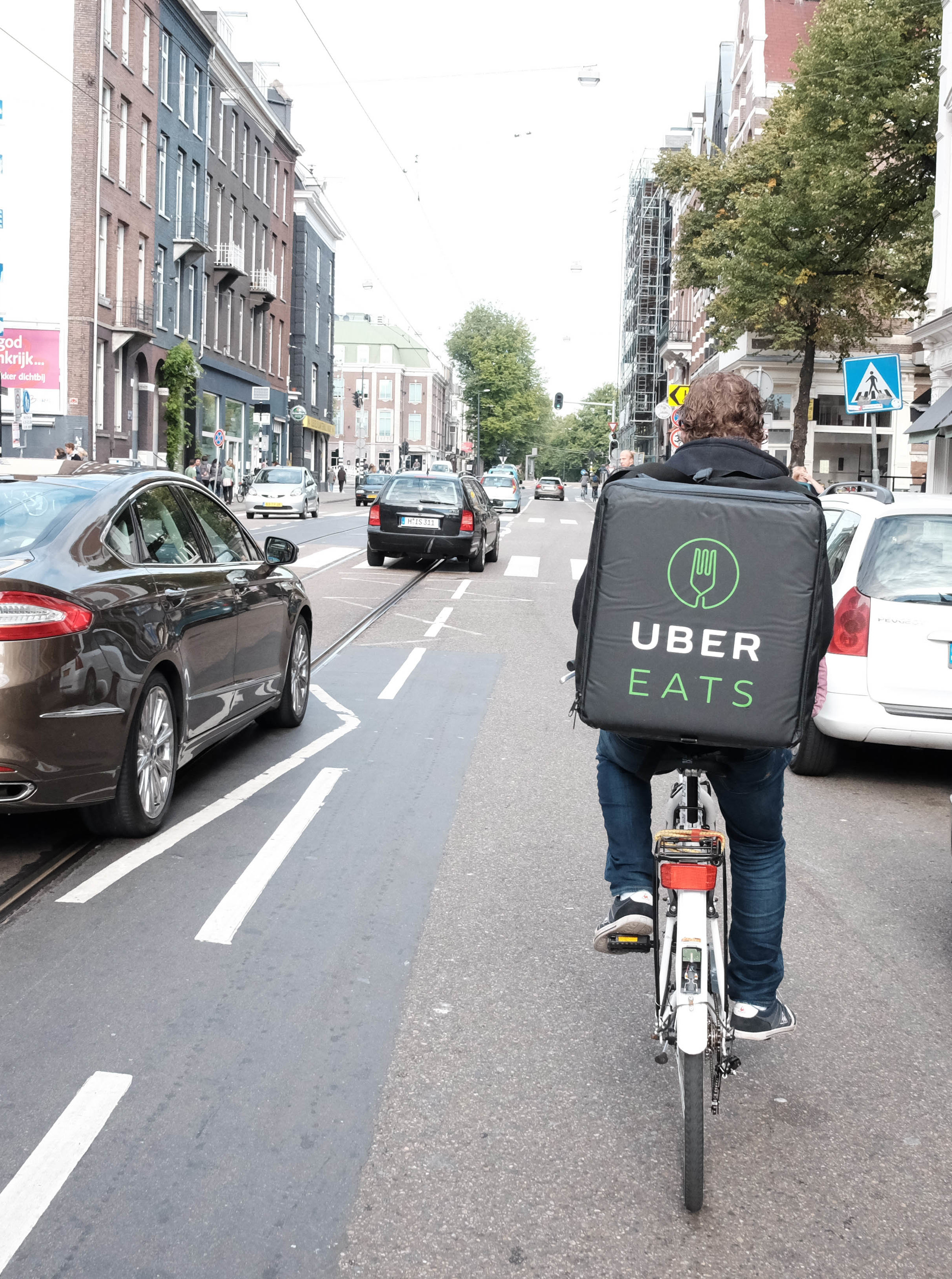
سرویس پیک غذا اوبر ایتس ، هلند، آمستردام